# Stresa
Stresa är en ort och kommun i provinsen Verbano Cusio Ossola i regionen Piemonte i nordvästra Italien. Den ligger vid Lago Maggiore, cirka 69 kilometer nordväst om Milano. Kommunen hade 4 650 invånare (2022), på en yta av 35,36 km². Stresa gränsar till kommunerna Baveno, Belgirate, Brovello-Carpugnino, Gignese, Gravellona Toce, Laveno-Mombello, Leggiuno, Lesa, Omegna och Verbania.